# Czerwony Potok (dopływ Białki)
Czerwony Potok, błędnie Czerwienny Potok (słow. Červený potok) – główny ciek wodny Doliny Czerwonej znajdującej się w słowackiej części Tatr Wysokich. Jego źródła znajdują się w północnych stokach Golicy Jaworzyńskiej. Czerwony Potok kieruje się na północ, przepływa nieco na wschód od Czerwonej Polany i wpada do Białki nieco powyżej mostu przy Łysej Polanie. Czerwony Potok jest orograficznie prawym dopływem Białki. Nieopodal miejsca, gdzie Czerwony Potok wpada do Białki przebiega niebiesko znakowany szlak turystyczny.
Czerwony Potok ma kilka małych dopływów w obrębie Doliny Czerwonej.

## Szlaki turystyczne
– niebieski szlak z Łysej Polany wzdłuż Białki i Białej Wody do Doliny Litworowej, stamtąd do Kotła pod Polskim Grzebieniem i na Rohatkę.
- Czas przejścia z Łysej Polany do rozdroża pod Polskim Grzebieniem: 4:55 h, ↓ 4:25 h
- Czas przejścia od rozdroża na Rohatkę: 45 min, ↓ 35 min